# Oratorio di Santo Stefano protomartire
L'oratorio di Santo Stefano protomartire è un oratorio della città di Palermo, che si trova in piazza del Monte di Pietà.

## Storia
Una confraternita dedicata a santo Stefano venne fondata nel 1580, con sede presso la chiesa di Santo Stefano del Piano della Panneria. Ottenuta una porzione di terreno dal governo cittadino, ne acquistarono un altro adiacente nel 1600 per l'erezione dell'oratorio.
I danni del terremoto del 1726 furono riparati a cura dell'architetto Francesco Firrigno, e parallelamente furono costruite nel terreno rimasto libero e precedentemente utilizzato come giardino delle case di abitazione per dotare la confraternita della rendita necessaria alle riparazioni e al mantenimento dell'oratorio. Altre case vennero aggiunte nel 1754 ad opera dell'architetto Mariano Sucameli, e furono parallelamente eseguiti lavori di manutenzione e riparazione nell'oratorio.
Nel 1819 fu realizzato un nuovo altare intagliato e dorato e nel 1866 l'abbassamento della quota della strada antistante rese necessaria la costruzione di alcuni gradini davanti alla porta.
Nel 1885 l'edificio necessitava nuovamente di riparazioni per le infiltrazioni di umidità e nel 1908 furono completati i lavori di rifacimento del tetto iniziati l'anno precedente. Altre opere di manutenzione ordinaria furono effettuate nel 1916.

## Descrizione

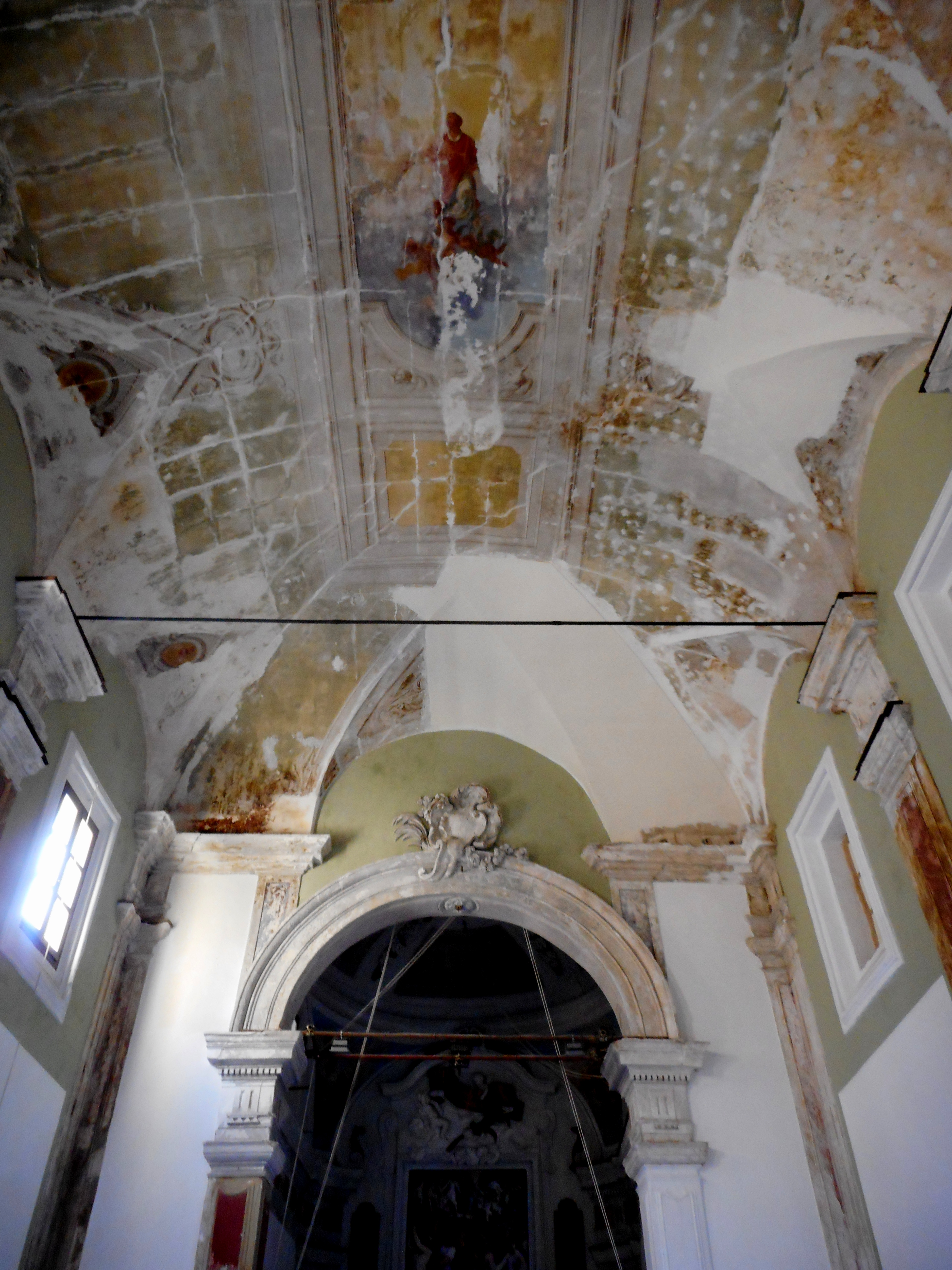
Interno

L'oratorio presenta una semplice facciata decorata con lesene e un portale centrale con portone in legno settecentesco.
All'interno si accede in un vestibolo coperto con volta a botte e pavimentato in mattonelle di marmo probabilmente novecentesche, che comunica con l'unica navata interna per mezzo di due porte. Sulle pareti della navata sono presenti lesene doriche, tinteggiate a finto marmo; la copertura è costituita da una volta a botte lunettata, di incannucciata con rivestimento in gesso, affrescata con storie della vita del santo titolare. Un arco a tutto sesto separa la navata, dal presbiterio con l'altare, dove si ripetono le lesene della navata; la copertura è costituita da una cupola, sempre realizzata ad incannucciato, stuccata e affrescata. Sull'altare sono presenti due statue attribuite a Giacomo Serpotta. L'aula presenta stucchi di Procopio e Giovanni Maria Serpotta del 1755 e tracce di affreschi. La decorazione pittorica si incentrava su tele seicentesche attribuite al pittore genovese Bernardo Castello e alla sua bottega, ispirate al protomartire, opere custodite al Museo diocesano.
La sacrestia, accessibile dalla navata per mezzo di un corridoio, conserva un soffitto ligneo dipinto e la pavimentazione, quasi del tutto degradata, composta da mattonelle di ceramica colore rosso e sabbia.
Le murature dell'edificio furono realizzate a sacco in pietrame o blocchetti di calcarenite legati con malta di calce, con cantonali in blocchi dello stesso materiale, così come le lesene della facciata e le loro basi scolpite.